# Bill Browder
William Felix Browder (23 de abril de 1964)  é um financista e ativista político britânico nascido nos Estados Unidos. Ele é o CEO e cofundador do Hermitage Capital Management, o consultor de investimentos do Hermitage Fund, que já foi o maior investidor de portfólio estrangeiro na Rússia. O Hermitage Fund foi fundado em parceria com o Republic National Bank, com US$25 milhões em capital inicial. O fundo e as contas associadas por fim cresceram para US$4,5 bilhões em ativos sob gestão. Em 1997, o Hermitage Fund era o fundo com melhor desempenho do mundo, com alta de 238%. A principal estratégia de investimento de Browder foi o ativismo pelos direitos dos acionistas. Browder assumiu grandes empresas russas como Gazprom, Surgutneftegaz, Unified Energy Systems e Sidanco. Em retaliação, em 13 de novembro de 2005, Browder foi impedido de entrar na Rússia, deportado para o Reino Unido e declarado uma ameaça à segurança nacional russa.
Dezoito meses após a deportação de Browder, em 4 de junho de 2007, os escritórios do Hermitage Capital em Moscou foram invadidos por vinte e cinco oficiais do Ministério do Interior da Rússia. Mais 25 policiais invadiram o escritório de Moscou do escritório de  advocacia americano de Browder, Firestone Duncan, apreendendo os documentos de registro corporativo das holdings de investimentos do Hermitage. Browder designou Sergei Magnitsky, chefe da prática tributária da Firestone Duncan, para investigar o propósito da batida. Magnitsky descobriu que, enquanto esses documentos estavam sob custódia da polícia, eles haviam sido usados para registrar fraudulentamente as holdings do Hermitage em nome de um ex-presidiário.
Após a morte de Magnitsky, Browder fez lobby para que o Congresso dos Estados Unidos aprovasse a Lei Magnitsky, uma lei para punir os violadores de direitos humanos russos, que foi sancionada em 2012 pelo presidente Barack Obama.
Em 21 de outubro de 2017, o governo russo tentou colocar Browder na lista de prisão de criminosos fugitivos da Interpol, o quinto pedido desse tipo, que a Interpol acabou rejeitando em 26 de outubro de 2017. Após o pedido inicial, a isenção de visto de Browder para os Estados Unidos foi automaticamente suspensa. Após um protesto bipartidário de líderes do Congresso dos EUA, sua isenção de visto foi restaurada no dia seguinte. Ao visitar a Espanha em maio de 2018, Browder foi preso pelas autoridades espanholas em um novo mandado da Interpol russa e transferido para uma delegacia de polícia espanhola não revelada. Ele foi libertado duas horas depois, depois que a Interpol confirmou que se tratava de um caso político.

## Infância e educação
William Felix Browder nasceu em Princeton, Nova Jersey, e cresceu em Chicago, Illinois. Ele é filho do matemático Felix Browder e neto de Earl Browder. Ele frequentou a Universidade do Colorado, Boulder, antes de se transferir para a Universidade de Chicago, onde se formou em economia. Ele obteve um MBA da Stanford Graduate School of Business em 1989 e entrou no setor financeiro.

## Histórico familiar
O avô paterno de Browder, Earl Browder, nasceu no Kansas em 1891. Ele era um radical e viveu na União Soviética por vários anos a partir de 1927 e se casou com Raisa Berkman, uma mulher judia russa enquanto morava lá.  Após seu retorno aos Estados Unidos em 1931,  Earl Browder tornou-se o líder do Partido Comunista dos EUA de 1930 a 1945 e concorreu à presidência dos Estados Unidos em 1936 e 1940. Após a Segunda Guerra Mundial, Browder perdeu o favor de Moscou e foi expulso do Partido Comunista dos EUA.
Earl e sua esposa Raisa tiveram três filhos, todos homens, e todos os três se tornaram matemáticos que chefiaram os departamentos de matemática das principais universidades americanas, incluindo o pai de Bill Browder, Felix Browder. Felix era um prodígio da matemática que entrou no MIT aos 16 anos, obteve seu diploma de bacharel em dois anos e, aos 20 anos, recebeu um Ph.D. de Princeton. Mas durante a era McCarthy, ele não conseguiu encontrar trabalho porque era filho do ex-chefe do Partido Comunista dos EUA. Após uma série de rejeições de emprego na década de 1950, ele foi defendido por Eleanor Roosevelt, a ex-primeira-dama que era então presidente do conselho da Universidade Brandeis; ela passou por cima do resto do conselho que estava com medo de contratá-lo, e ele ganhou uma posição na Brandeis. Felix passou a presidir o departamento de matemática da Universidade de Chicago, e em 1999 tornou-se o presidente da American Mathematical Society.
Felix Browder era conhecido no campo da análise funcional não linear — um ramo da matemática com amplas aplicações em áreas como física, engenharia e finanças. Ele foi fundamental no estabelecimento de um centro de ciência e tecnologia em conjunto com a Universidade de Princeton e os Laboratórios Bell. Em 1999, ele foi premiado com a Medalha Nacional de Ciência pelo presidente Bill Clinton, por seu "papel fundamental no crescimento explosivo da análise funcional não linear e suas aplicações a equações diferenciais parciais nos últimos anos".

## Carreira e Cidadania

### Gestão de Capital Hermitage
Browder e Edmond Safra (1932-1999) fundaram a Hermitage Capital Management em 1996 com o objetivo de investir capital inicial de US$25 milhões na Rússia durante o período da privatização em massa após a queda da União Soviética. Beny Steinmetz foi outro dos investidores originais do Hermitage.

### Conflito com o governo russo
Em 2005, após dez anos de negócios na Rússia, Browder foi colocado na lista negra pelo governo russo como uma "ameaça à segurança nacional" e teve sua entrada negada no país. O jornal The Economist escreveu que o governo russo colocou Browder na lista negra porque ele interferiu no fluxo de dinheiro para "burocratas corruptos e seus empresários cúmplices". Outros especialistas nas atividades de "investidores" ocidentais na Rússia na década de 1990 foram mais simpáticos à avaliação do governo russo, citando o acordo anterior de Browder com a Avisma, que parecia indicar um hábito antigo de desviar fundos para contas no exterior. Ele também foi considerado culpado de evadir cerca de US$40 milhões em impostos usando deduções falsas. Browder já havia apoiado o presidente russo Vladimir Putin.
Conforme relatado em 2008 pelo The New York Times, "nos próximos dois anos (de acordo com Browder), vários de seus associados e advogados, bem como seus parentes, foram vítimas de crimes, incluindo espancamentos e roubos durante os quais documentos foram levados". Em junho de 2007, dezenas de policiais "invadiram os escritórios do Hermitage em Moscou e seu escritório de advocacia, confiscando documentos e computadores. Quando um membro da empresa protestou que a busca era ilegal, ele foi espancado por policiais e hospitalizado por duas semanas, disse o chefe da empresa, Jamison R. Firestone." Hermitage tornou-se "vítima do que é conhecido na Rússia como 'incursão corporativa': apreensão de empresas e outros bens com a ajuda de policiais e juízes corruptos". Três holdings do Hermitage foram apreendidas pelo que os advogados da empresa insistem serem acusações falsas.
As batidas em junho de 2007 supostamente permitiram que policiais corruptos roubassem os documentos de registro corporativo de três holdings do Hermitage. Eles supostamente cometeram uma fraude, reivindicando (e recebendo) um desconto de US$230 milhões em impostos pagos por essas empresas ao Estado russo em 2006. Em novembro de 2008, um dos auditores do Hermitage, Sergei Magnitsky, foi preso. Magnitsky morreu em 16 de novembro de 2009, na prisão, após onze meses em prisão preventiva, quase o limite permitido pela lei russa.
Em 27 de agosto de 2019, o Tribunal Europeu de Direitos Humanos, ao julgar um caso movido contra a Rússia pela família Magnitsky, decidiu que Magnitsky foi detido em condições que equivaliam a "tratamento desumano e degradante em violação do artigo 3 da Convenção" (§ 193). Isso, combinado com negligência, falta de assistência médica adequada e maus-tratos, também representava uma violação da convenção (§ 240). A família de Magnitsky recebeu €34.000.
Como resultado da controvérsia relacionada à sua prisão e evidências de maus-tratos e alegados abusos, sua morte suscitou indignação e cobertura internacionais. A morte de Magnitsky foi o catalisador para a aprovação pelo Congresso dos EUA da Lei Magnitsky, sancionada pelo presidente Barack Obama em 14 de dezembro de 2012. A lei visava diretamente os indivíduos envolvidos no caso Magnitsky, proibindo sua entrada nos Estados Unidos e o uso de seu sistema bancário. 